# Borno (Italie)
Pour les articles homonymes, voir Borno.
Borno est une commune italienne d'environ 2 700 habitants, située dans la province de Brescia, dans la région Lombardie, dans le Nord-Est de l'Italie.

## Administration
| Période                                  | Période | Identité | Étiquette | Qualité |
| ---------------------------------------- | ------- | -------- | --------- | ------- |
|                                          |         |          |           |         |
| Les données manquantes sont à compléter. |         |          |           |         |

### Communes limitrophes
Angolo Terme, Azzone, Ossimo, Piancogno, Schilpario